# Полицейский автомобиль
Полицейский автомобиль (также милицейский автомобиль) — транспортное средство, используемое полицией в целях эффективного осуществления своих обязанностей по патрулированию улиц, площадей, парков, скверов, вокзалов, транспортных магистралей и других общественных мест, а также оперативного реагирования на происшествия (инциденты). Полицейский автомобиль используется для быстрого достижения мест, где произошла авария или инцидент. Некоторые полицейские автомобили специально приспособлены для работы на оживлённых дорогах.

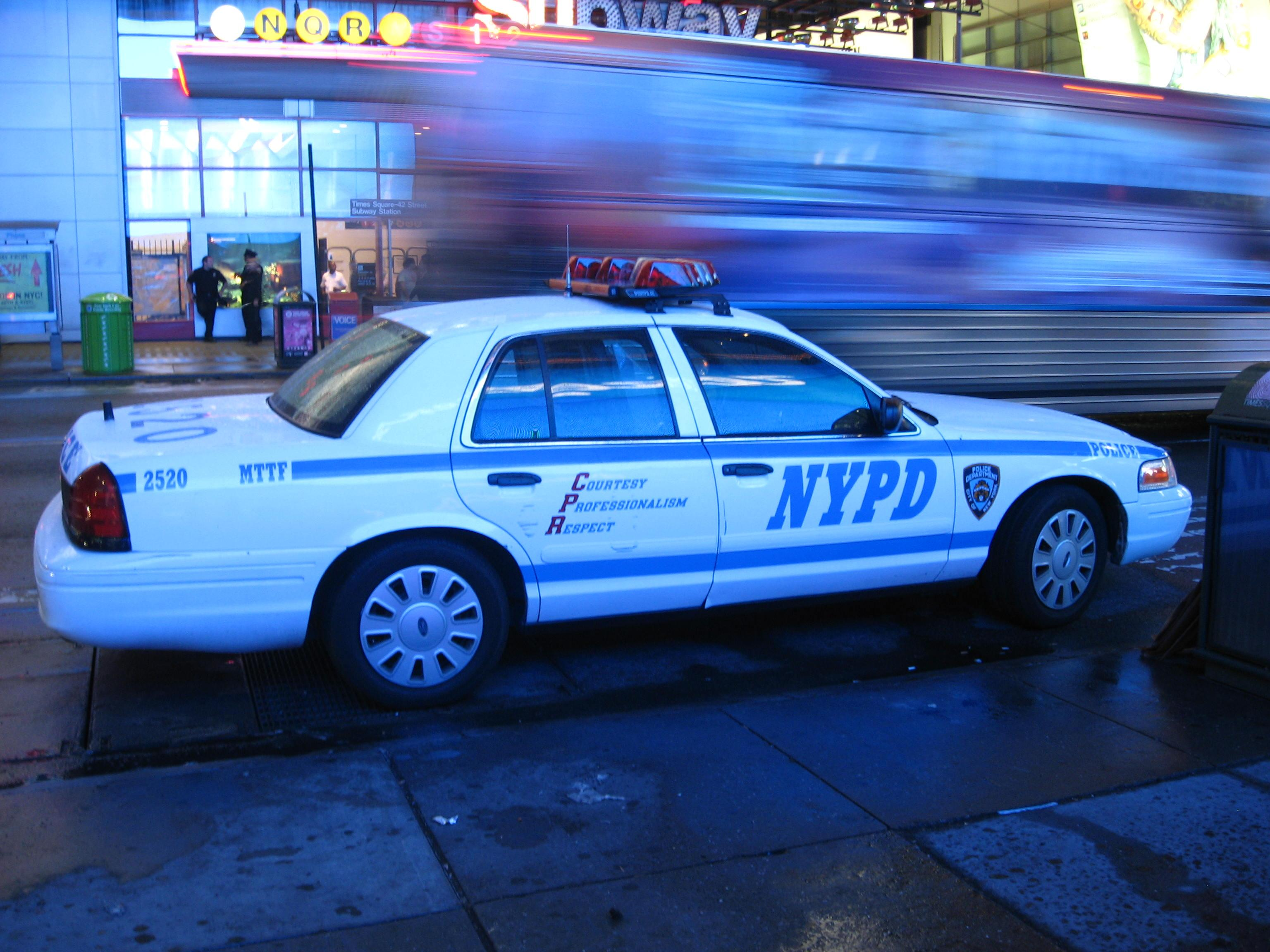
Ford Crown Victoria полиции Нью-Йорка, апрель 2001

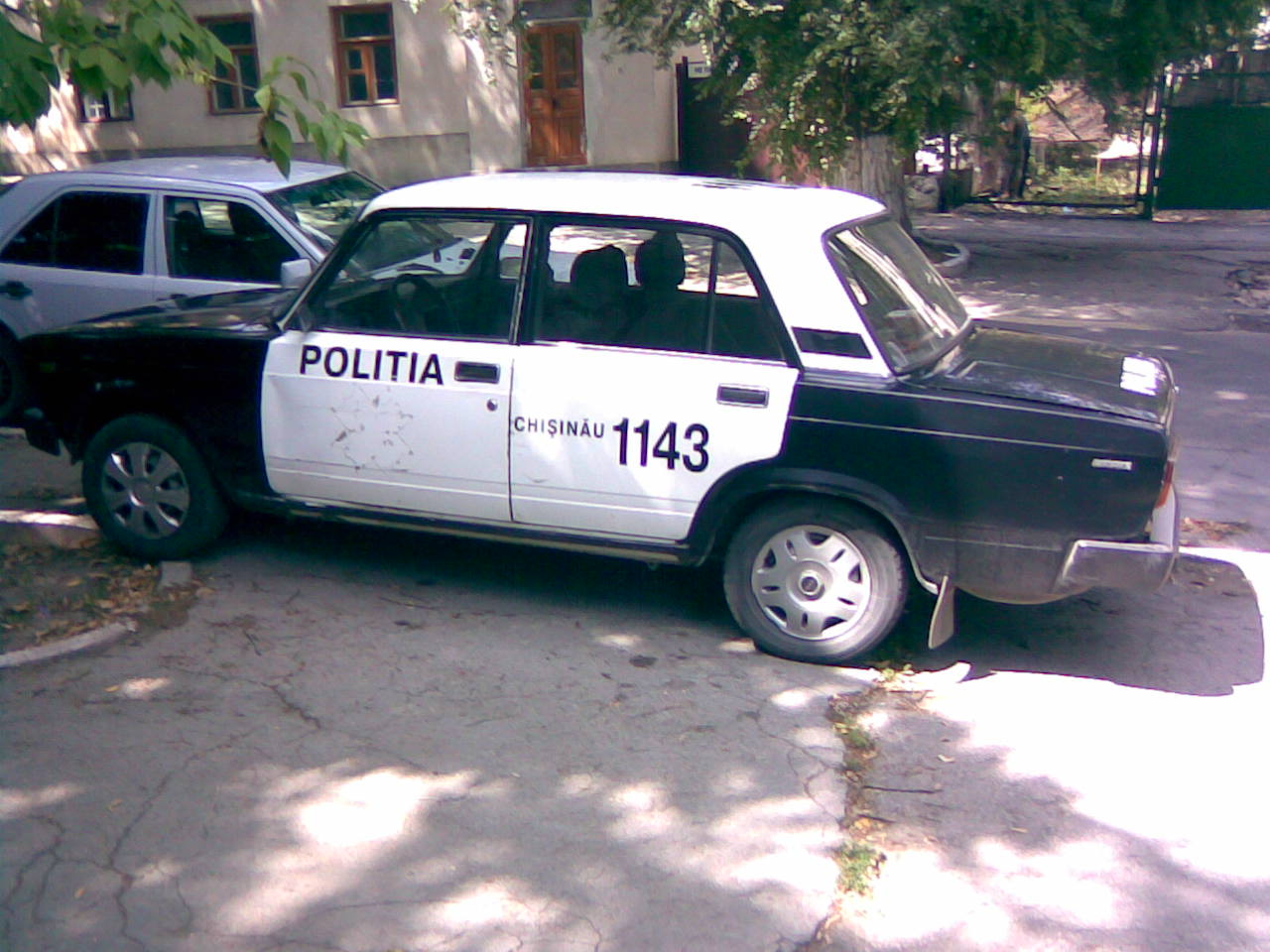
Полицейский ВАЗ-2105 в Кишинёве, 2009

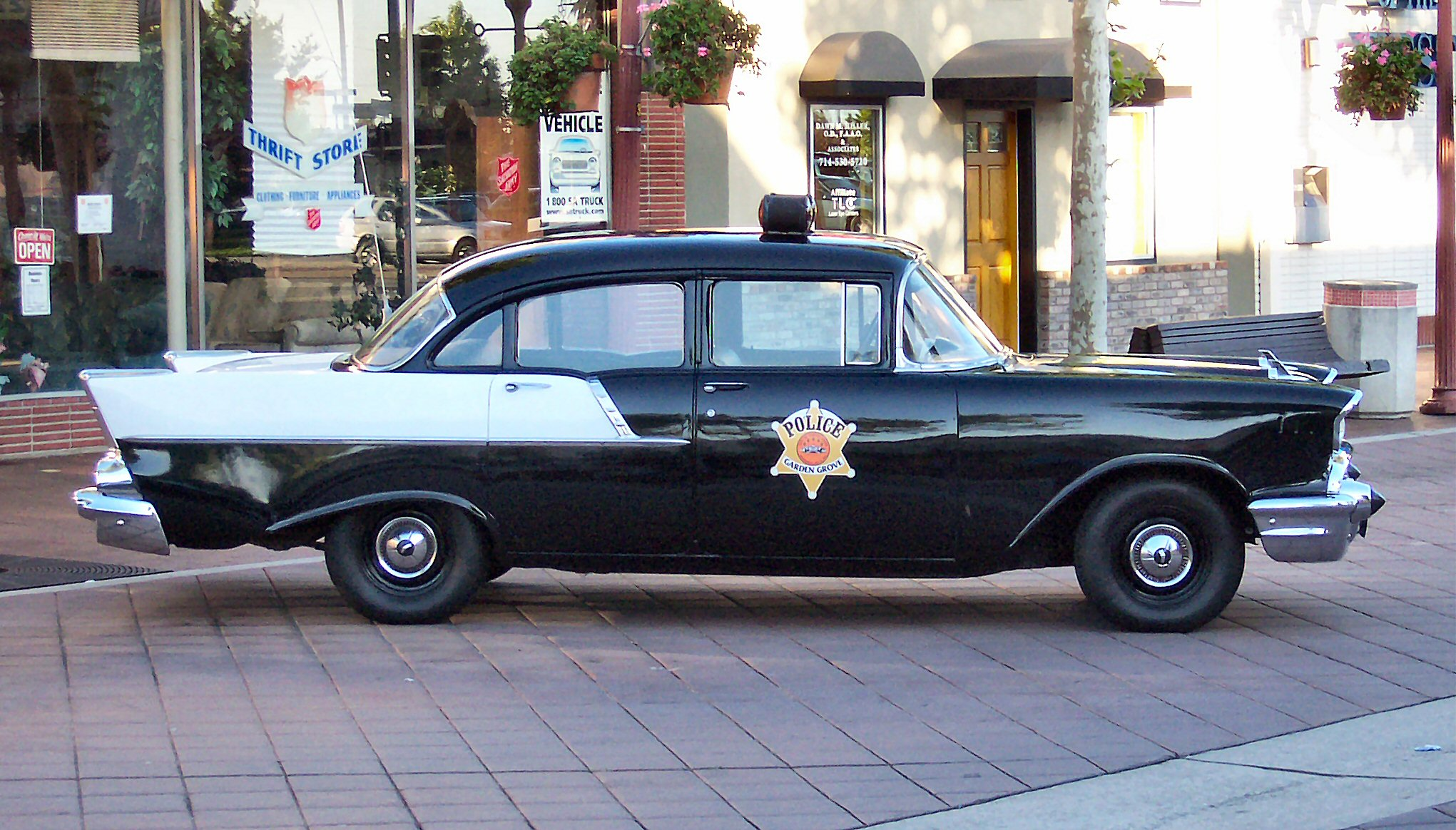
Полицейский Chevrolet 1957 года

## История

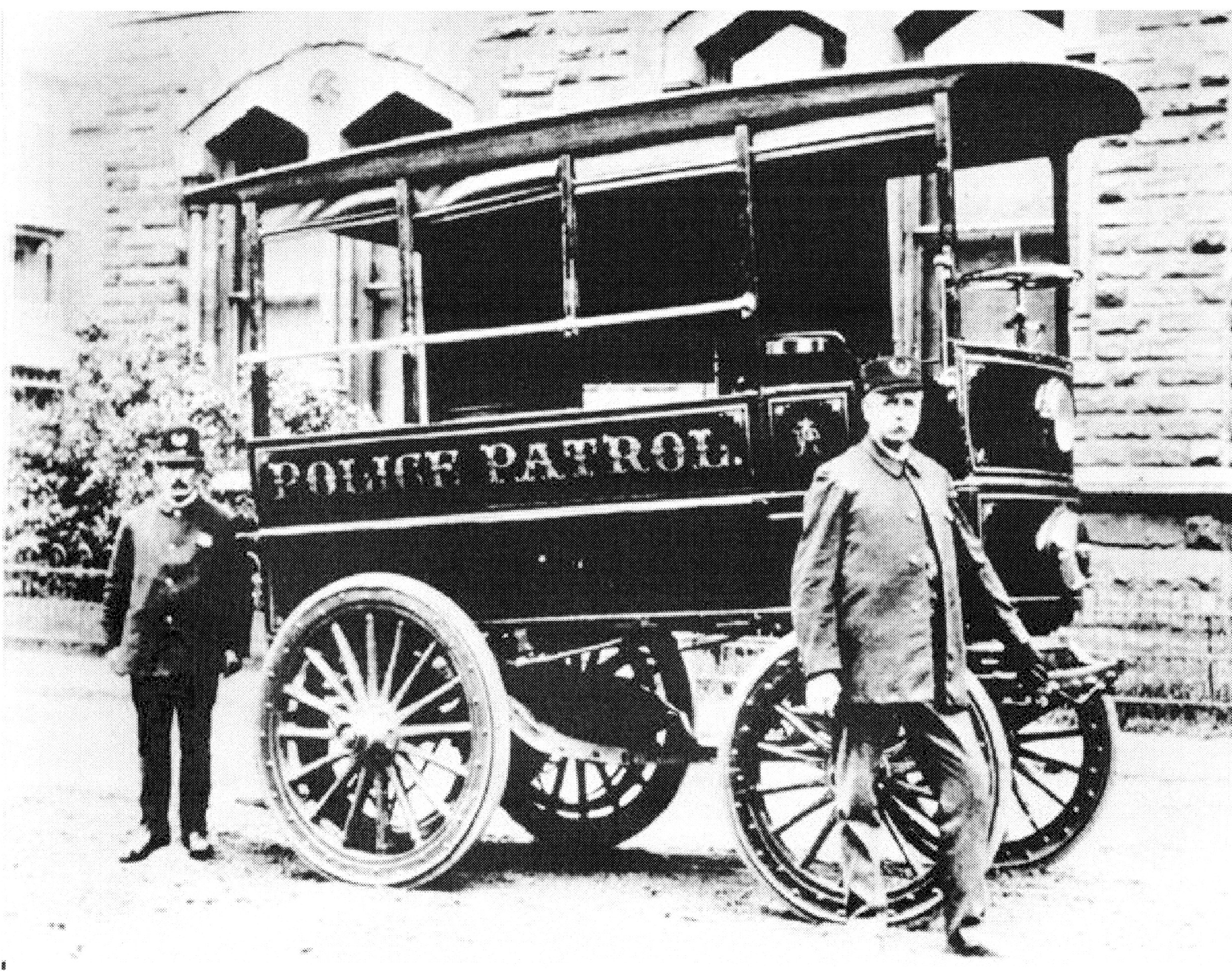
Первый полицейский автомобиль

Первый автомобиль полиции — использовался в США в городе Акрон в штате Огайо в 1899 году, и представлял собой вагонетку с электродвигателем. Первый водитель (патрульный) полиции Акрон, полицейский Луис Мюллер. Вагонетка разгонялась до 16 миль/ч (26 км/ч) и могла проехать на одной зарядке до 30 миль (48 км). Машину построил инженер-механик Франк Лумис, стоила она 2400 долларов, в ней были носилки. А первым заданием для машины стал подбор пьяного с улицы в городе.

## Назначение и особенности
Полицейские автомобили используются для патрулирования, для транспортирования сотрудников правоохранительных органов, для погонь и специальных операций. Применяются также специальные автомобили: для отрядов спецназа, водомётные, штабные машины, инженерные и т. д.
Полицейские автомобили можно разделить на специально разработанные для полиции и переделанные из обычных.

## Виды

### Патрульная машина

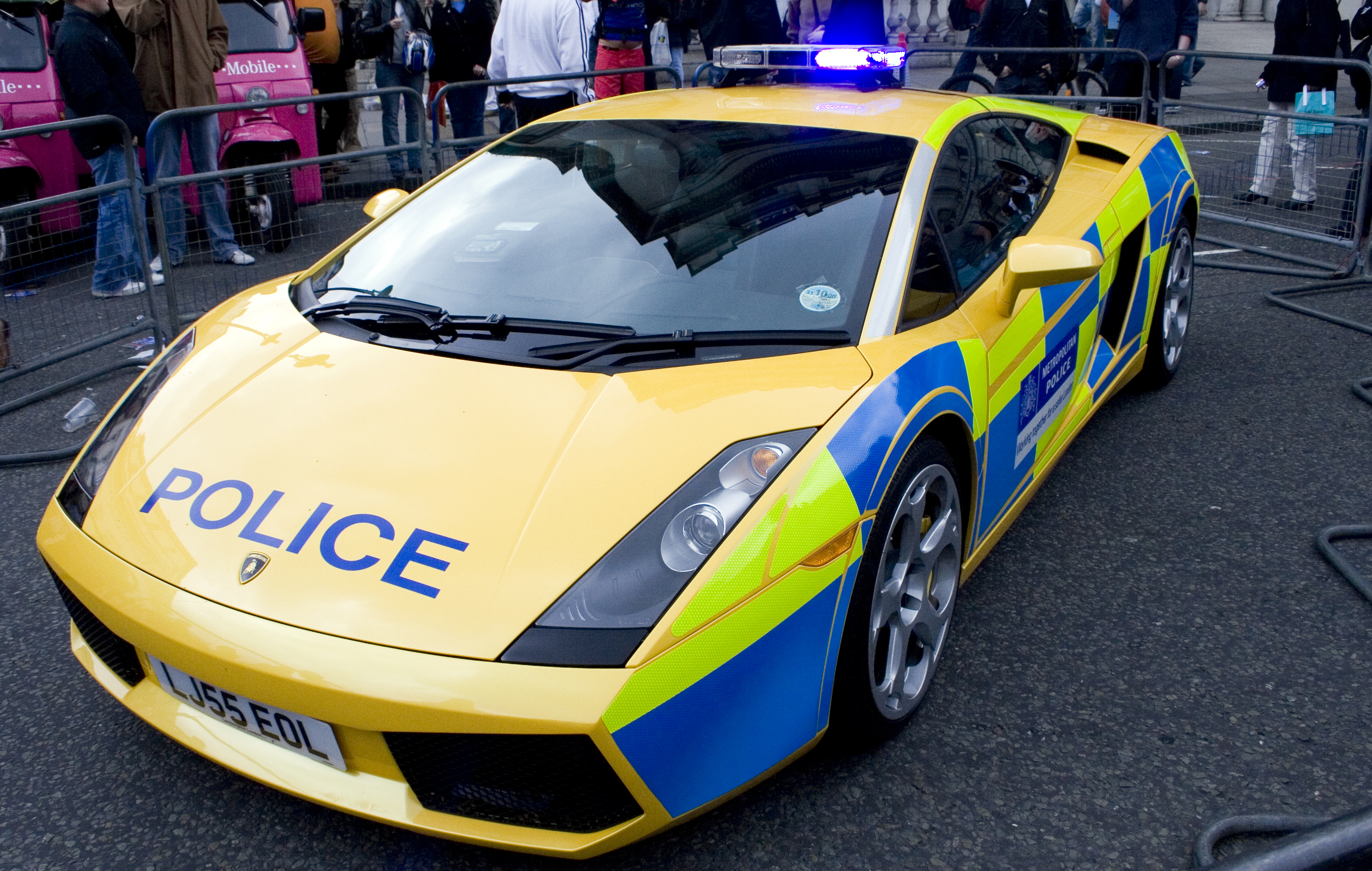
Экспериментальная машина полиции на базе Lamborghini, Великобритания

Автомобиль используется для передвижения полицейских в местах их службы. Также машины используются для реагирования на чрезвычайные ситуации, или преступления. Большинство машин оснащены проблесковыми маячками и сиреной.

### Автомобиль группы быстрого реагирования
Он похож на патрульные машины, но обычно мощнее и имеет лучшее оснащение. Многие такие машины имеют специальное оборудование (медицинское или спасательное). 

### Дорожно-патрульные автомобили

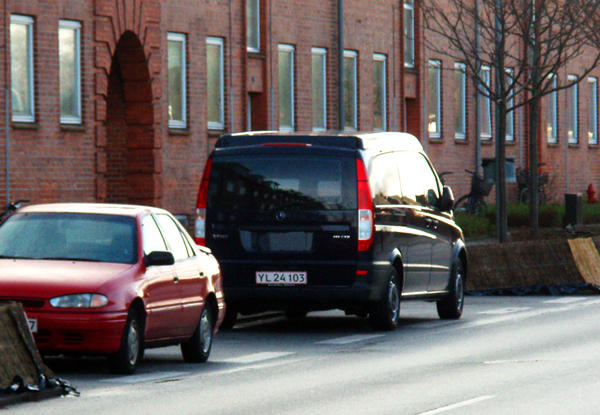
Фургон с оборудованием для автоматического замера скорости, Дания

Используются дорожной полицией для патрулирования трасс и шоссе. Эти машины имеют большую мощность и специальные средства для остановки нарушителей. Многие машины имеют сирены. Также имеются специальные скоростные машины, для погонь за спортивными машинами. Также есть машины для контроля соблюдения правил дорожного движения, поиска угнанных транспортных средств.

### Многоцелевой полицейский автомобиль
Во многих странах полиция не делает различий между патрульными, дорожно-патрульными и машинами групп быстрого реагирования и использует один автомобиль для выполнения некоторых или всех ролей. Эти автомобили, как правило, компромисс между различными назначениями.
Автомобили с цветографическими схемами полиции, но без возможности использовать специальные сигналы используются для перевозки сотрудников полиции на различные мероприятия, для перевозки грузов и т. д. Эти машины не предназначены для реагирования на чрезвычайные ситуации.

### Внедорожные
Используются для мест, где нет нормального дорожного покрытия, но в большой степени используются из размеров машины, возможности использовать различные приспособления. Часто используются подразделениями сапёров и кинологов.

### Машина без опознавательных знаков

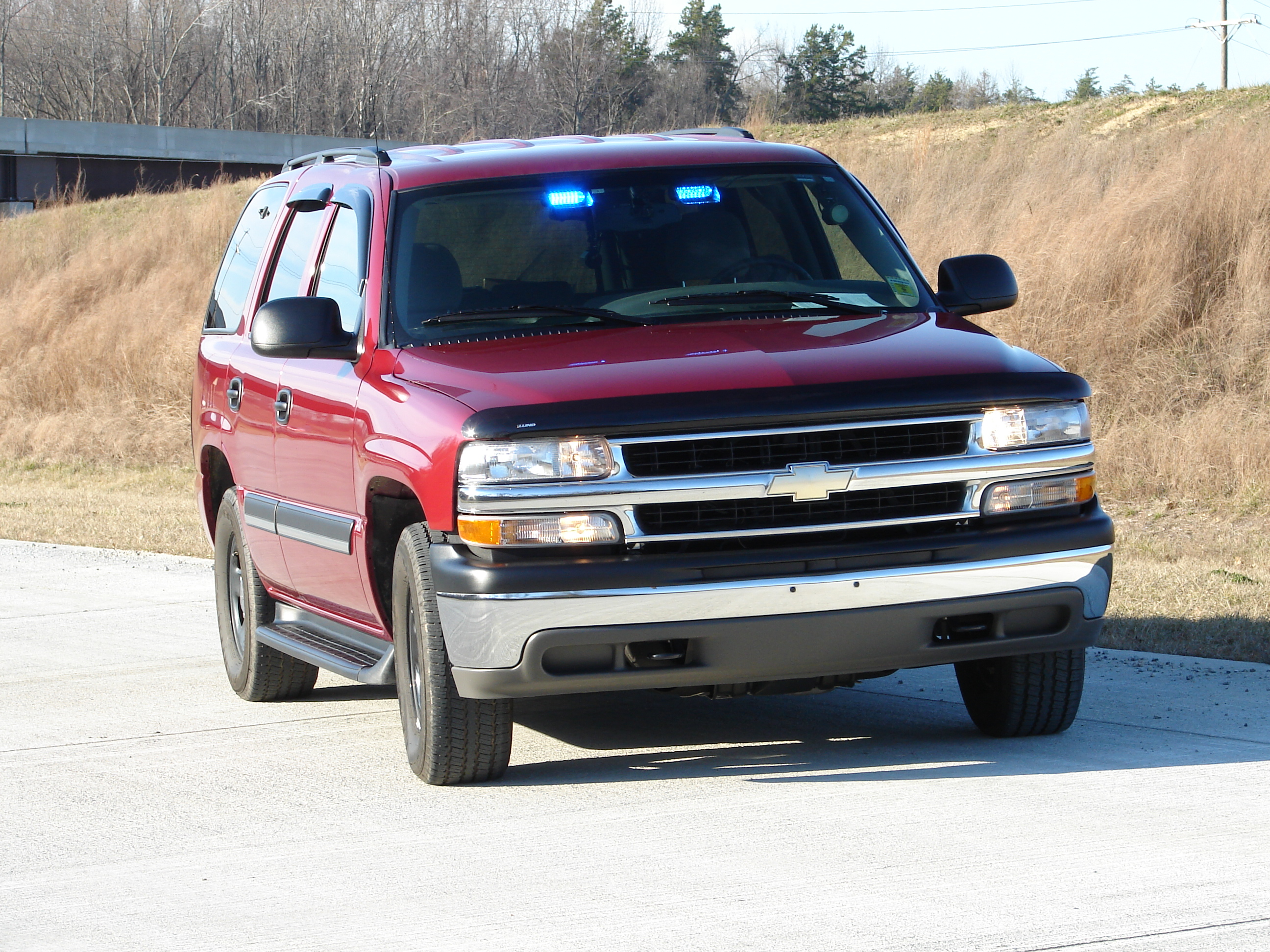
Полицейский Сhevrolet Tahoe без опознавательных знаков

Многие силы используют машины без опознавательных знаков. Используются для скрытого патрулирования, расследований и слежки. В США такие машины также принадлежат полиции, ФБР и Секретной службе, в Российской Федерации — ФСБ и МВД.

#### Машины длянаружного наблюдения
Это специальные машины, в основном грузовики и микроавтобусы, замаскированные под какие-нибудь коммунальные и транспортные службы, оснащенные специальным оборудованием. В машинах ставят оборудование для аудио и визуального наблюдения. Многие машины специально оснащаются для длительного пребывания. В основном машины используются для расследования и сбора улик. Иногда машины используются как машина поддержки при захвате заложников. В некоторых странах, существуют специальные машины для слежки за местами скопления большого количества людей, таких как митинг, шествия или футбольные матчи (при выходе болельщиков со стадиона).

#### Машины-«ловушки»
Специальные машины без опознавательных знаков, но оснащенные специальным оборудованием для дистанционного запирания дверей и выключения двигателя. Внутри также располагается аудио и видео аппаратура для скрытой записи. Эти машины ставятся в криминальных районах с целью провокации кражи из машины или её угона. Считается, что это мера профилактики угонов автомобилей.

### Машины для перевозки заключённых (автозаки)

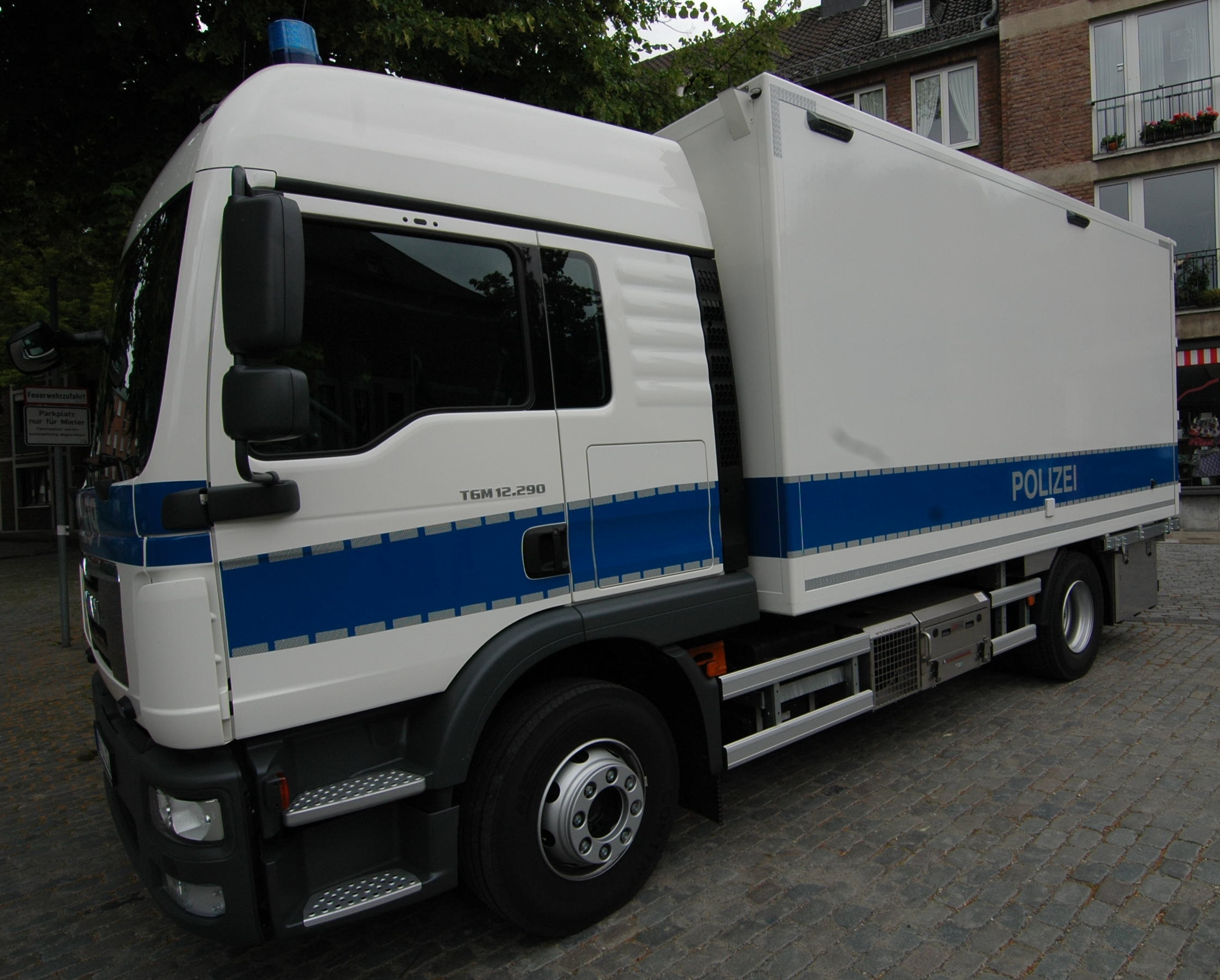
Автозак MAN TGM 12.290

Используются для перевозки задержанных/заключённых в полицейские/милицейские участки/отделения/отделы, в СИЗО или в исправительные учреждения после суда.

### Автомобили специальных полицейских подразделений

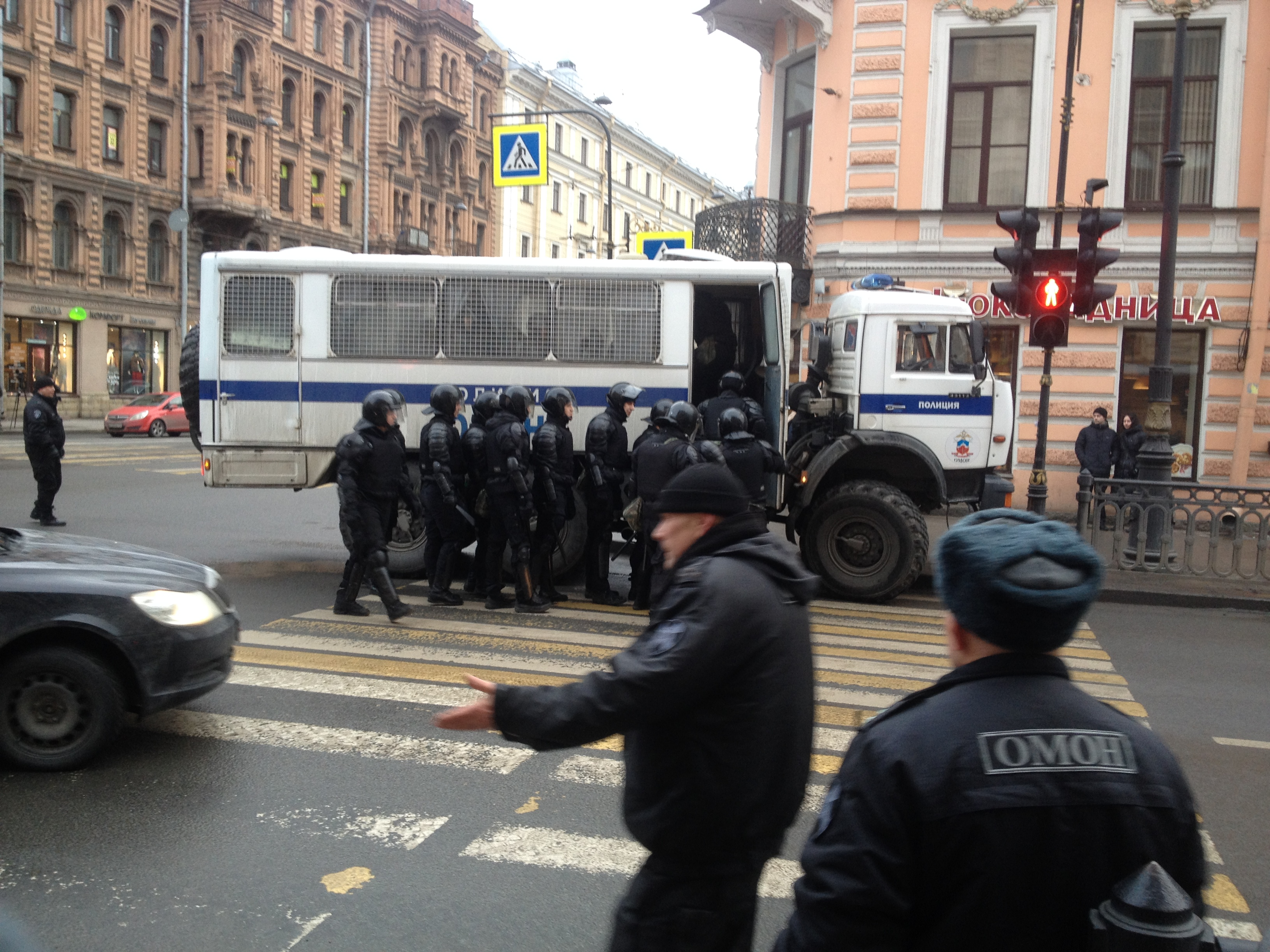
Автомобиль российского ОМОН на базе КамАЗ-43114

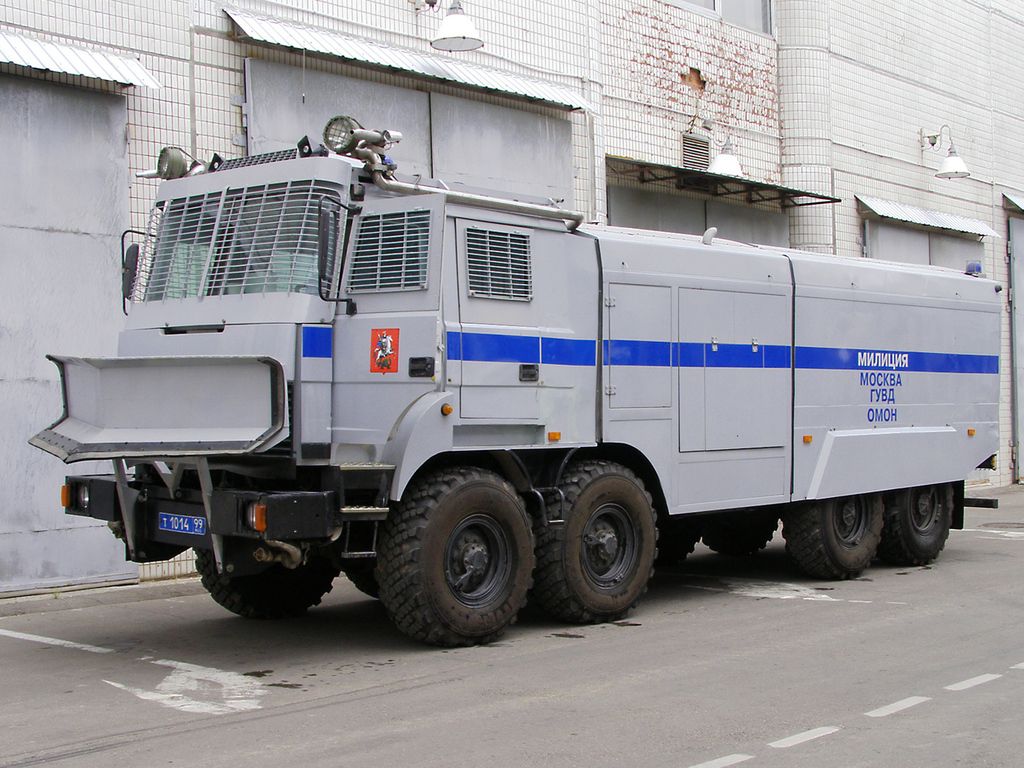
Водомётный автомобиль Лавина-Ураган

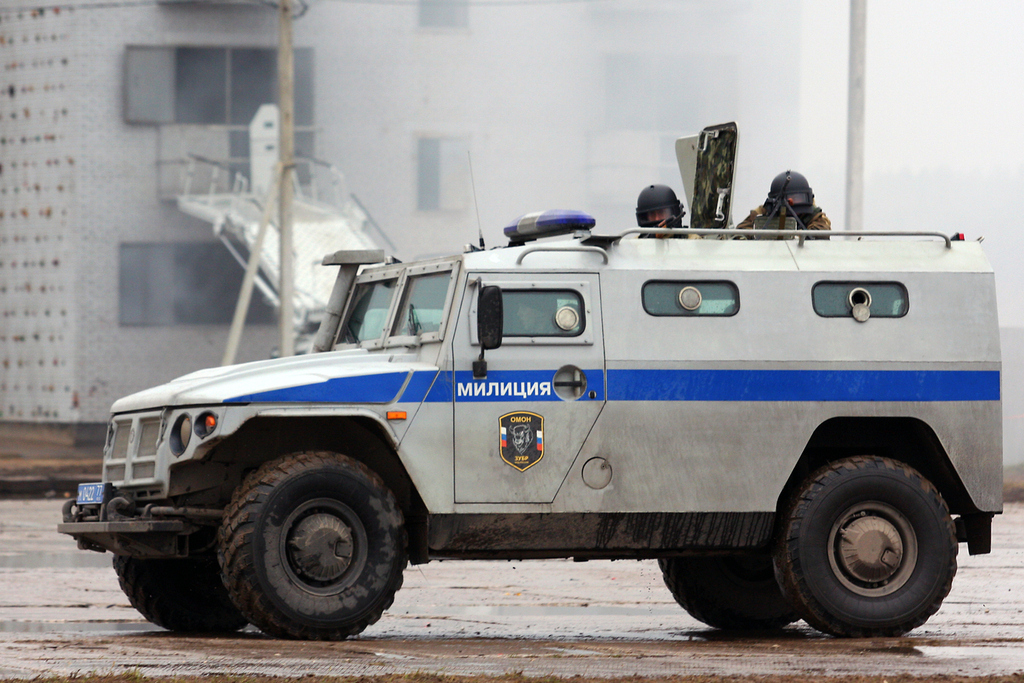
Бронеавтомобиль российского ОМОН СПМ-2 (модификация бронеавтомобиля «Тигр»)

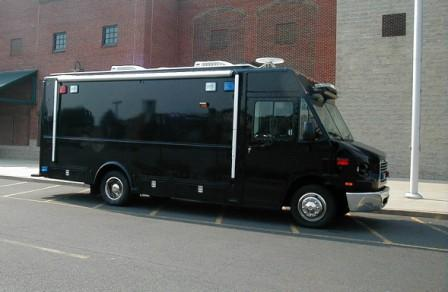
Машина SWAT, модифицированный грузовик МТ45.

Специальные подразделения полиции можно разделить на две категории:
- предназначенные для борьбы с массовыми беспорядками (типа ОМОН в России);
- предназначенные для операций по задержанию вооруженных преступников и освобождению заложников (типа СОБР в России и SWAT в США).

Спецподразделения первого типа используют для передвижения автобусы или грузовые автомобили, стёкла которых защищены решетками (чтобы бунтовщики не могли их разбить); они также применяют водомётные автомобили.
Спецподразделения второго типа используют для передвижения специальные бронеавтомобили. Для скрытого передвижения спецподразделениями используются обычные грузовики, фургоны и микроавтобусы (без отличительных знаков и проблесковых маячков).

### Машины-обманки
Используются для обозначения присутствия правоохранительных органов. Используются в основном на трассах или опасных участках дорог. В качестве машины используют или не действующие машины, или муляжи. В некоторых случаях используют автобусы или микроавтобусы со специальным оборудованием для замера скорости, в них сидят операторы, или системы работают автоматически.

### Демонстрационные или рекламные машины
Используются в некоторых странах, для пропаганды правопорядка или завлечения в ряды правоохранительной системы. В основном делятся на информационные машины и рекламные.

## Современное оборудование полицейских автомобилей

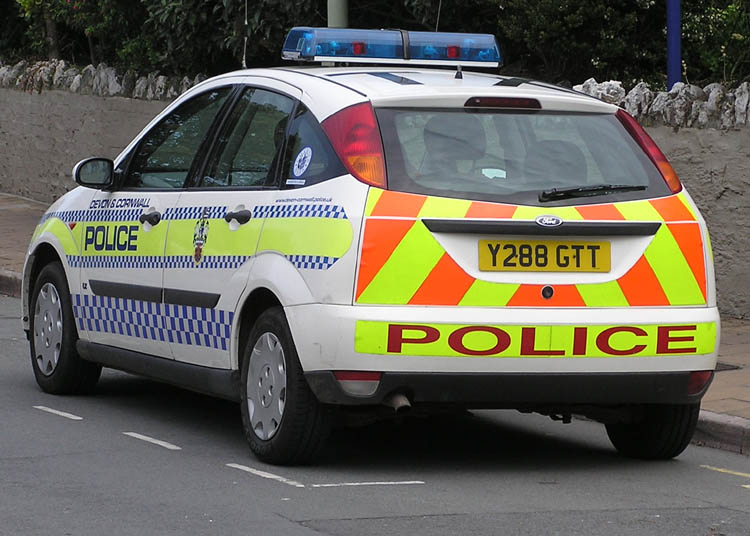
Полицейский Ford, Англия

Полицейские машины в основном легковые, переделанные под требования правоохранительных органов. Некоторые производители автомобилей, такие как Ford и General Motors, строят специальные «полицейские авто» прямо на заводе. Правоохранительные подразделения могут изменять их под свои нужды, добавляя необходимое оборудование.
В зависимости от цели, в машине усиливают подвеску, тормоза, двигатель, вносят различные корректировки в органы управления. Почти всегда изменяют электросистему, так как в современной машине много электронного оборудования.

### Звуковое и визуальное предупреждение
Полицейские автомобили часто оборудованы звуковой и визуальной системой оповещения для предупреждения других водителей о приближении машины. Использование специальных сигналов позволяет отходить от некоторых пунктов правил дорожного движения.
Визуальные предупреждения на полицейских машинах могут быть двух типов: пассивные или активные.

#### Пассивное визуальное предупреждение
Пассивное визуальное предупреждение — это маркировка на транспортном средстве. Полиция маркирует транспортные средства, обычно используя яркие цвета или сильный контраст с основным цветом транспортного средства. Современные полицейские автомобили в некоторых странах имеют светоотражающую маркировку, которая отражает свет для лучшей видимости в ночное время. Другие транспортные средства полиции, могут быть только окрашены и без светоотражающей маркировки. Большинство полицейских машин в Соединенном Королевстве и Швеции имеют отражающие маркировки Баттенберг по бокам, в большинстве случаев это синие и желтые прямоугольники.
Полицейская схема маркировки транспортных средств обычно включает слово «Полиция» или аналогичные фразы.

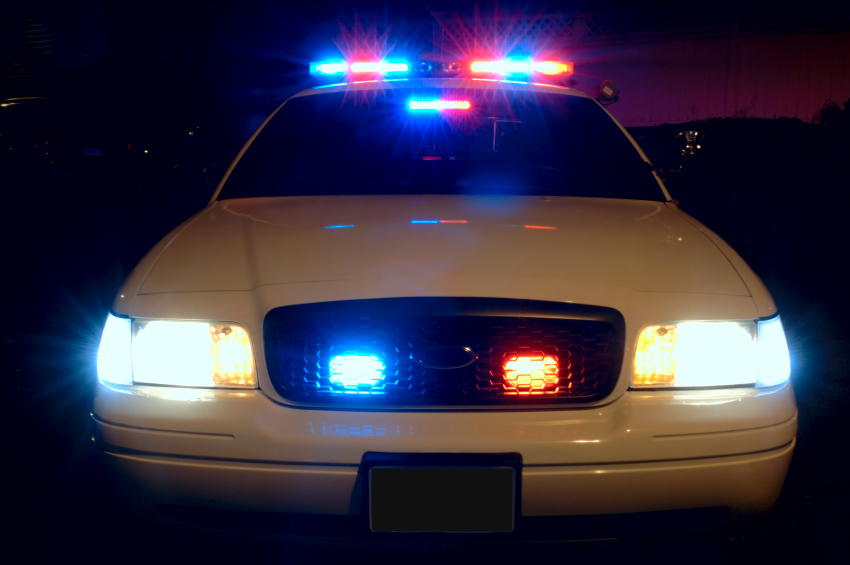
Полицейский Ford Crown Victoria с включенными специальными огнями

##### Активное визуальное предупреждение
Активное визуальное предупреждение, как правило, это мигающие разноцветными огнями световые приборы («проблесковые маячки»). Они устанавливаются для привлечения внимания других участников дорожного движения, для информирования о приближении полицейской машины. Общими цветами для маяков предупреждения являются синий и красный, но это часто зависит от службы и страны. Используются такие типы проблесковых огней как, например, вращающиеся маяки, галогенные фары, или светодиоды. Некоторые полицейские силы также используют светодиодные указатели и текстовую бегущую строку для перенаправления трафика или сообщений на щитах стоящих в машине, выводя короткие сообщения. В некоторых фарах стоят стробоскопы, особенно часто их используют для машин без опознавательных знаков (в России использование запрещено).

##### Звуковые предупреждения
В дополнение к визуальному предупреждению, большинство автомобилей полиции также оснащены звуковыми сигналами (сиренами), которые могут предупредить пешеходов и водителей о приближении специальных транспортных средств, прежде чем они станут видны. Первыми звуковыми предупреждениями были механические колокола, которые ставили на крышу или около кабины автомобиля. Следующим этапом развития стала вращающаяся воздушная сирена. Большинство современных автомобилей сейчас оснащены электронными сиренами, которые могут производить ряд различных шумов.

#### Стандартный набор полицейской машины
- Проблесковый маячок
- Сирена
- Радиопередатчик — для связи с полицейским участком или с другими патрульными машинами.
- Видеокамера — для слежения за происходящим.
- Фонарь — для подсветки цели из машины ночью.
- Аптечка — для оказания первой помощи.
- Запасное колесо — для замены колеса.
- Огнетушитель — в случае экстренных ситуаций.

### Дополнительные устройства
- Полоса с шипами — устанавливается на дне машины, обычно около задних колёс

## Популярная культура
- Кинематограф — в большинстве фильмов появляются полицейские автомобили.
- Компьютерные игры — в компьютерных играх полицейские автомобили выполняют те же функции что и реальные.
- Модели автомобилей — модели реальных полицейских автомобилей, созданных специально для детей. Некоторые коллекционеры собирают такие модели.

## Полицейские автомобили различных стран мира

Полицейские машины
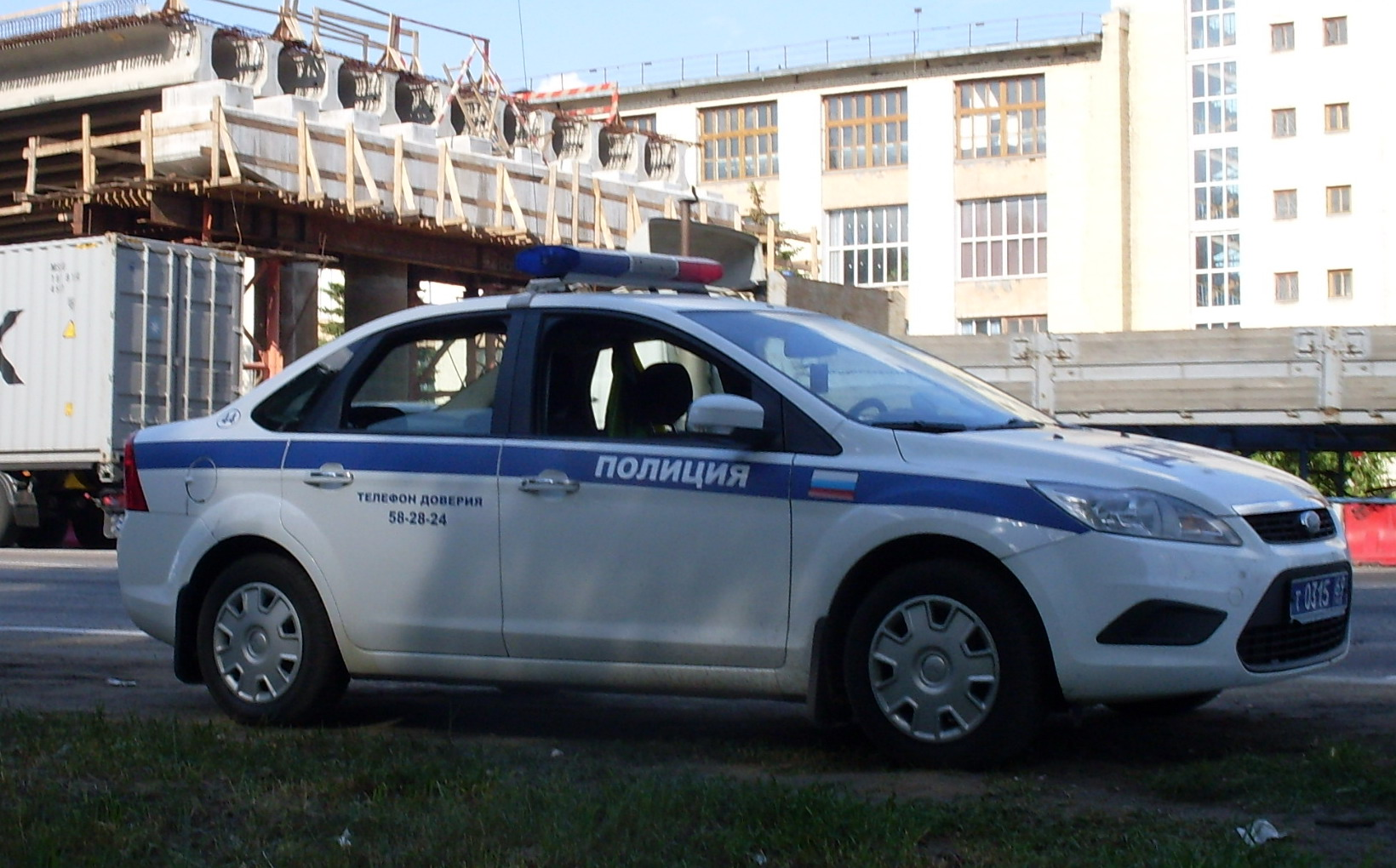
Полицейский Ford в России
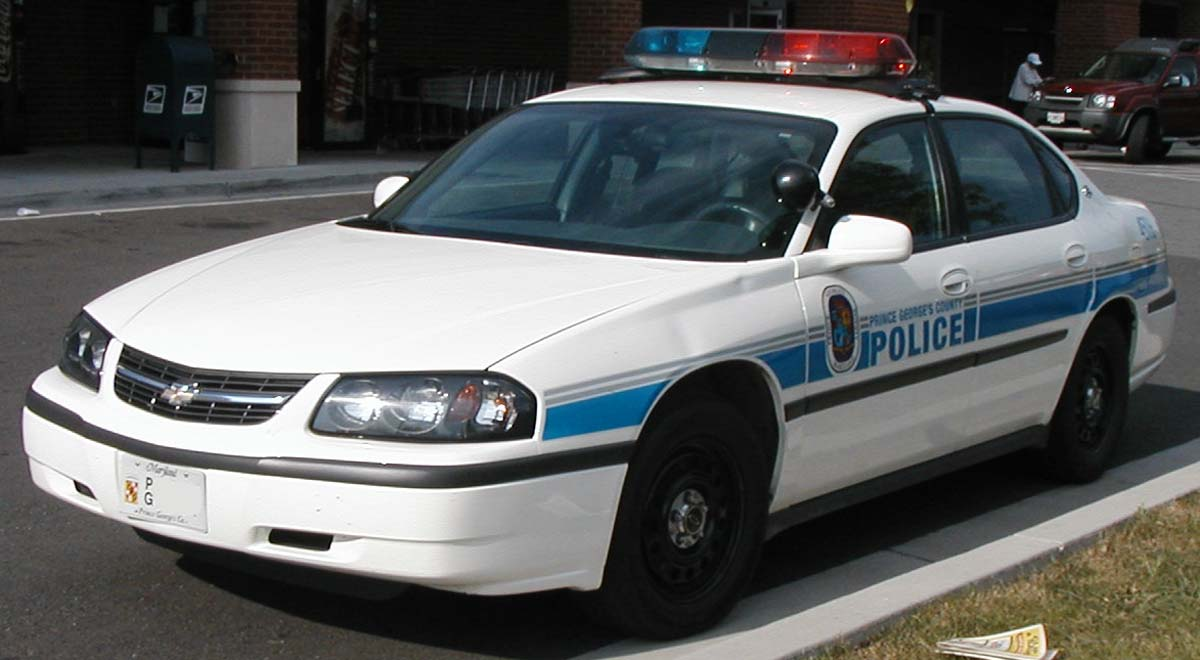
Chevrolet Impala полиции штата Мэриленд
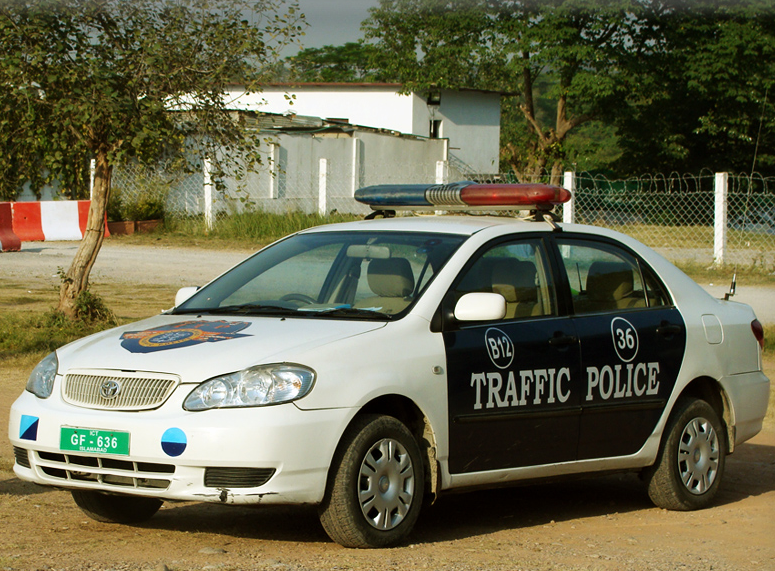
Toyota Corolla дорожной полиции в Исламабаде, Пакистан
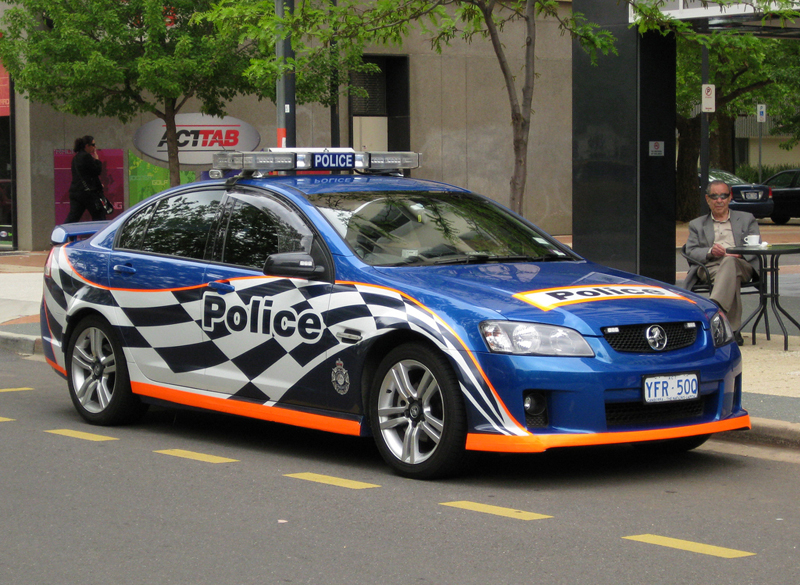
Автомобиль дорожной полиции, в Канберре, Австралия
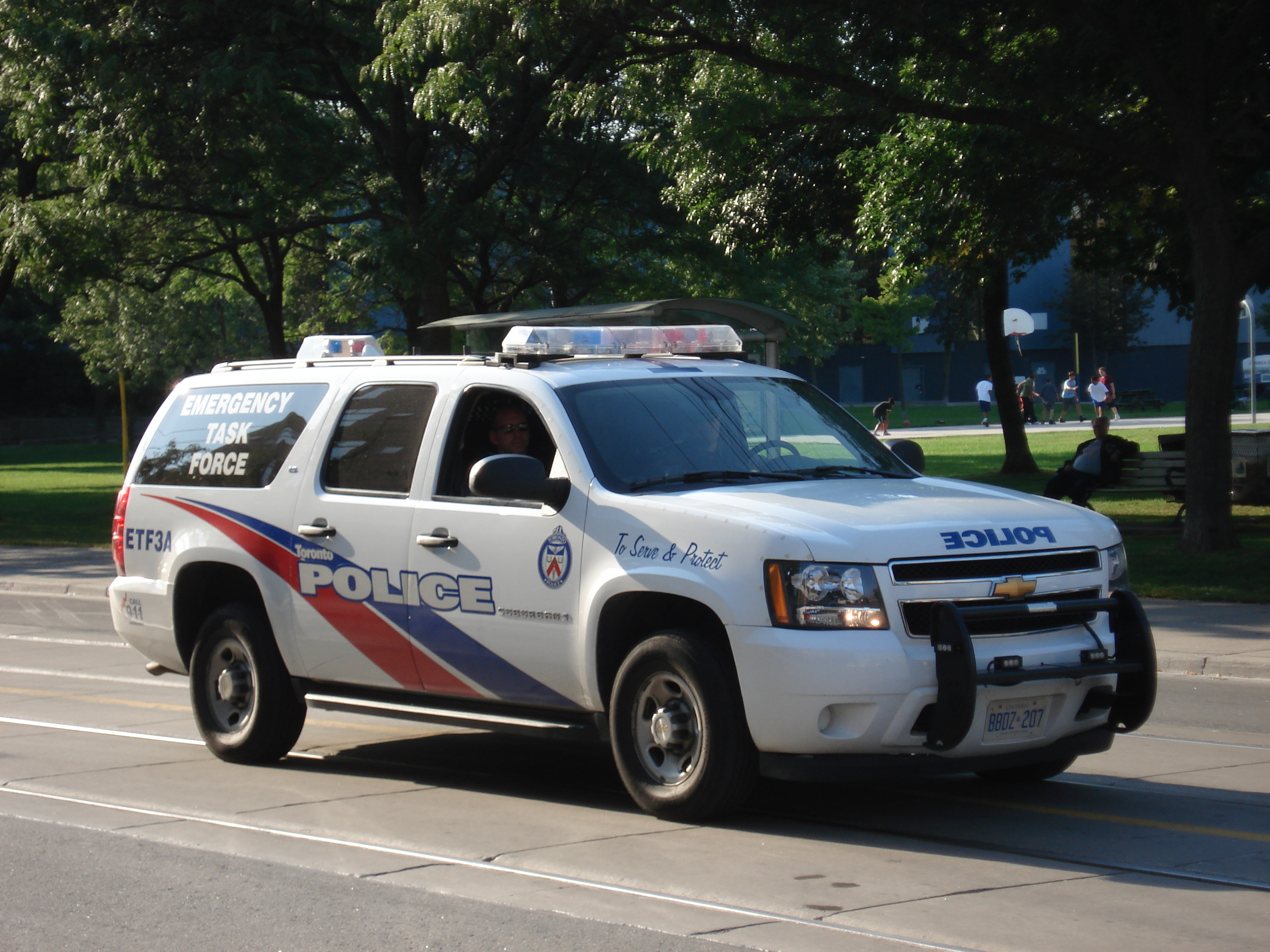
Chevrolet Suburban полиции Торонто, Канада
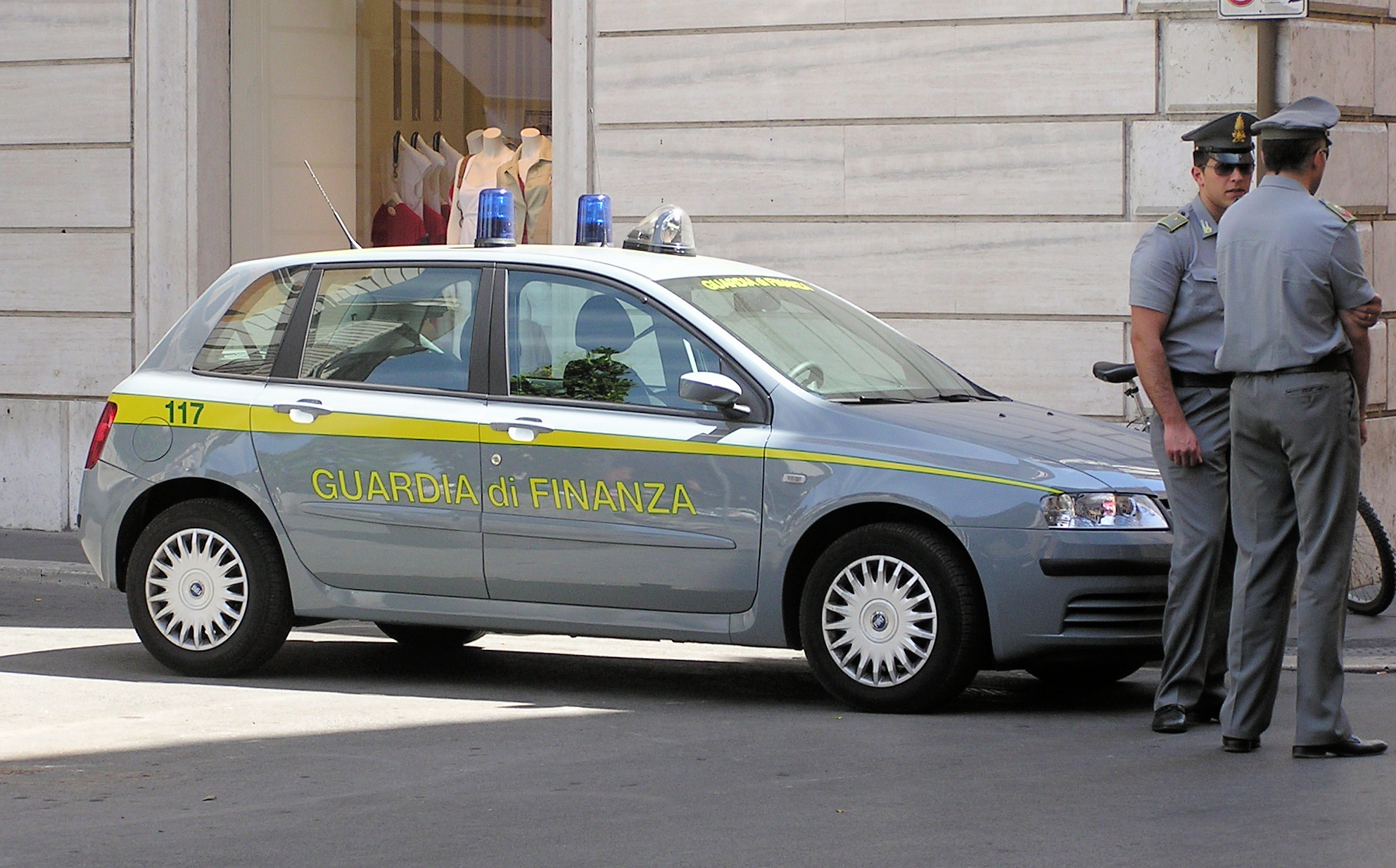
Финансовая полиция в центре Рима
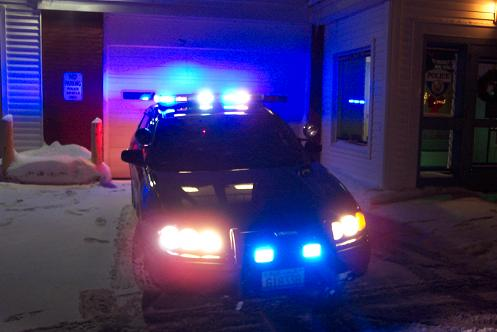
Патрульная машина округа Рокингхем, штат Нью-Гэмпшир с включенными проблесковыми маячками
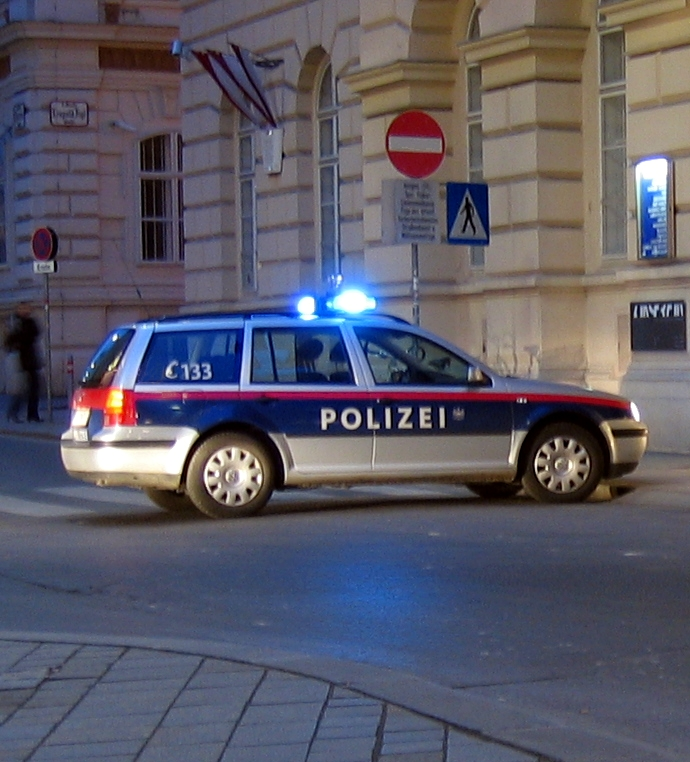
VW Гольф полиции Австрии
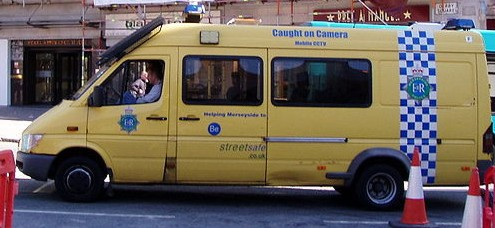
CCTV-фургон в Мерсисайде, Великобритания
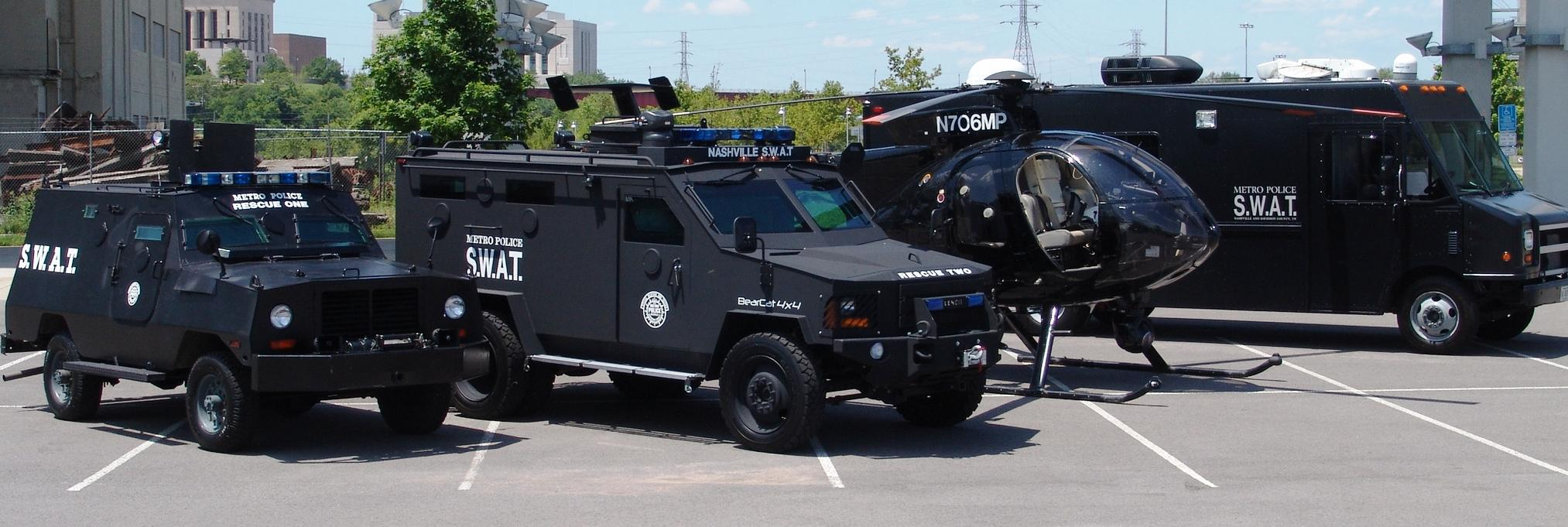
Техника SWAT, Нашвилл, штат Теннесси
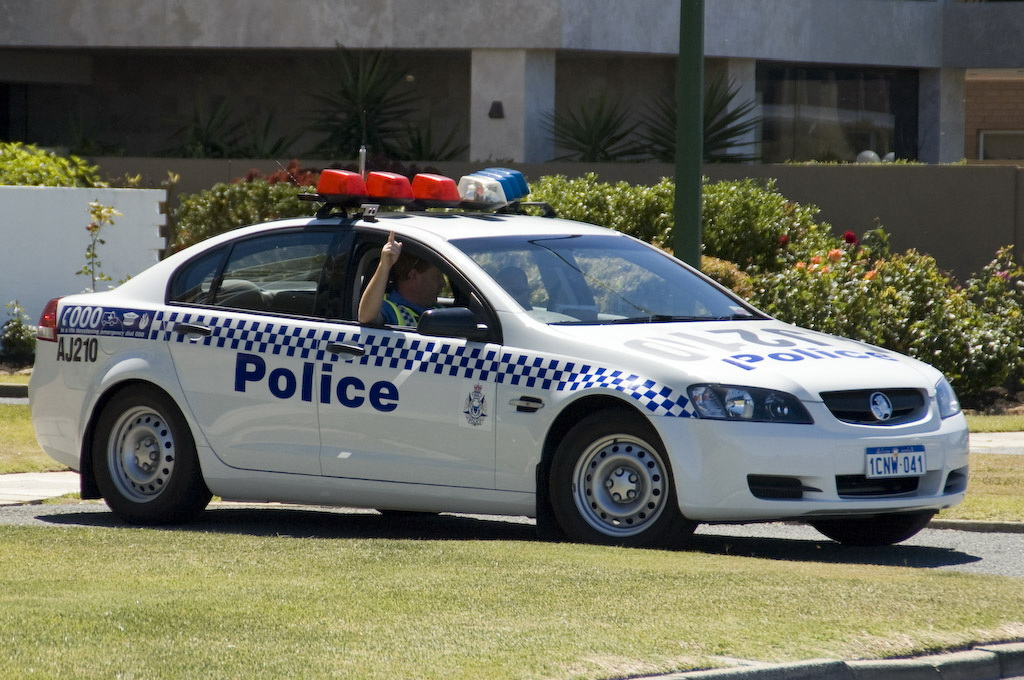
Патрульный автомобиль полиции Западной Австралии
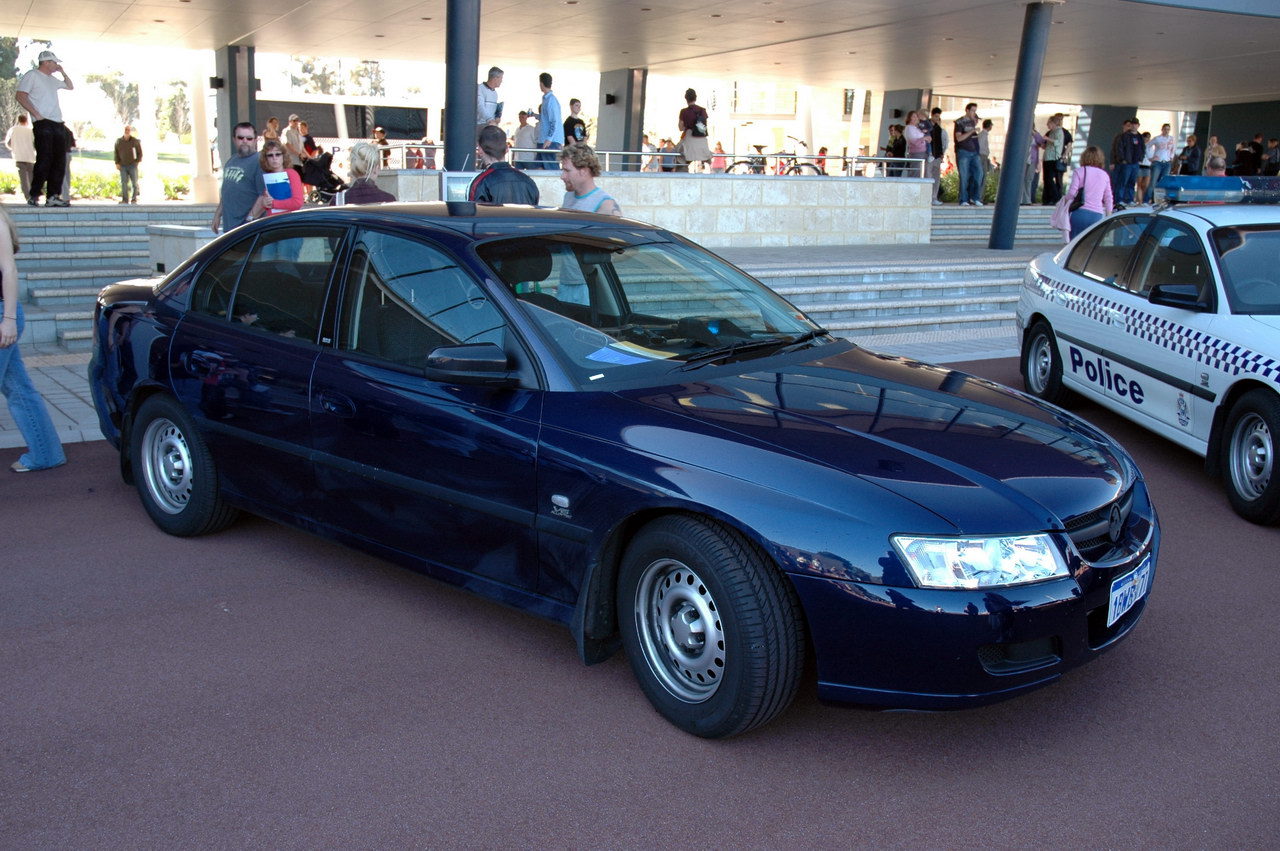
Полицейский автомобиль Западной Австралии без опознавательных знаков; лобовом стекле (около капота) виден мигающий свет
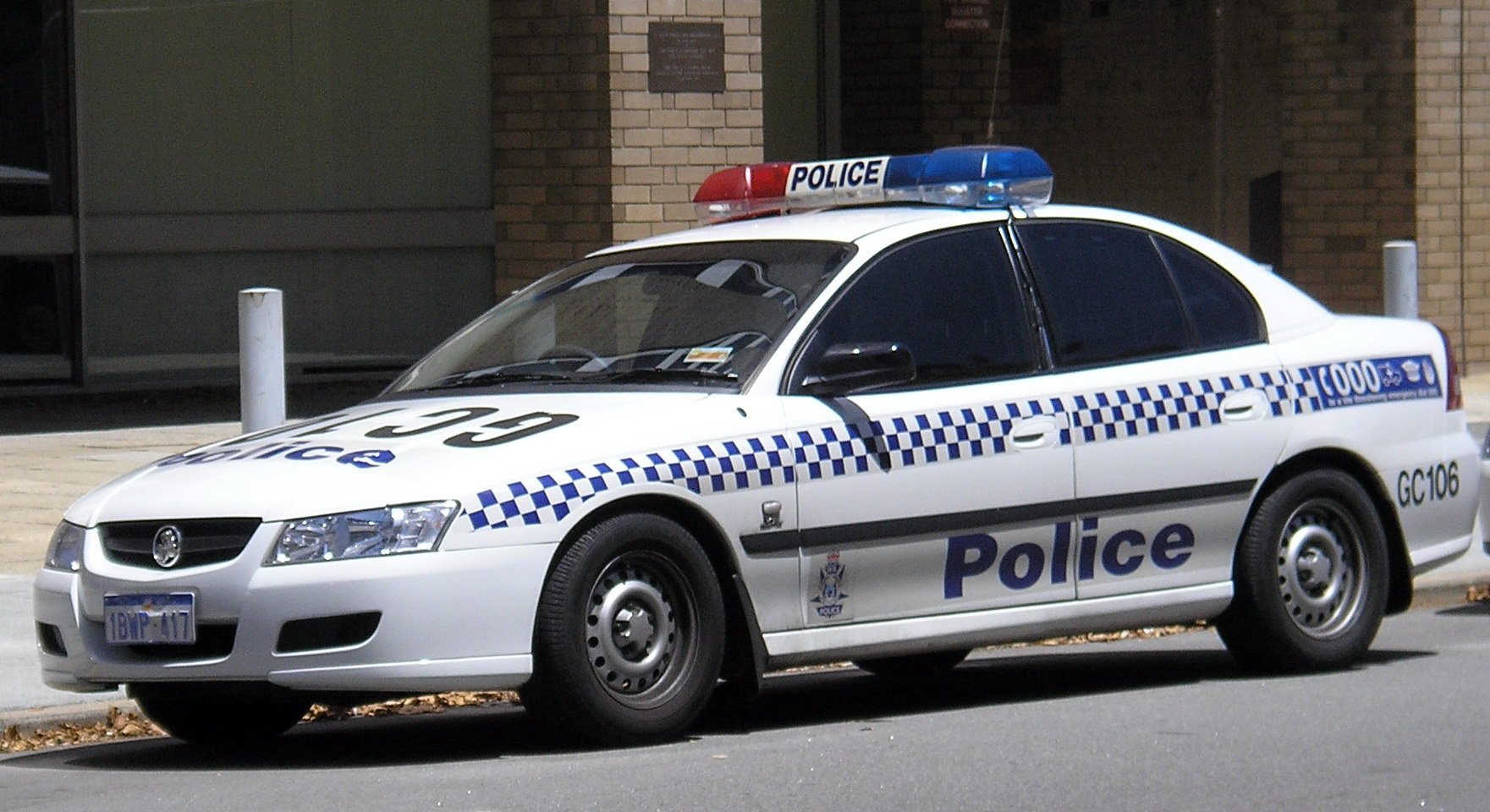
Полицейский седан GC106 в Перте, Австралия
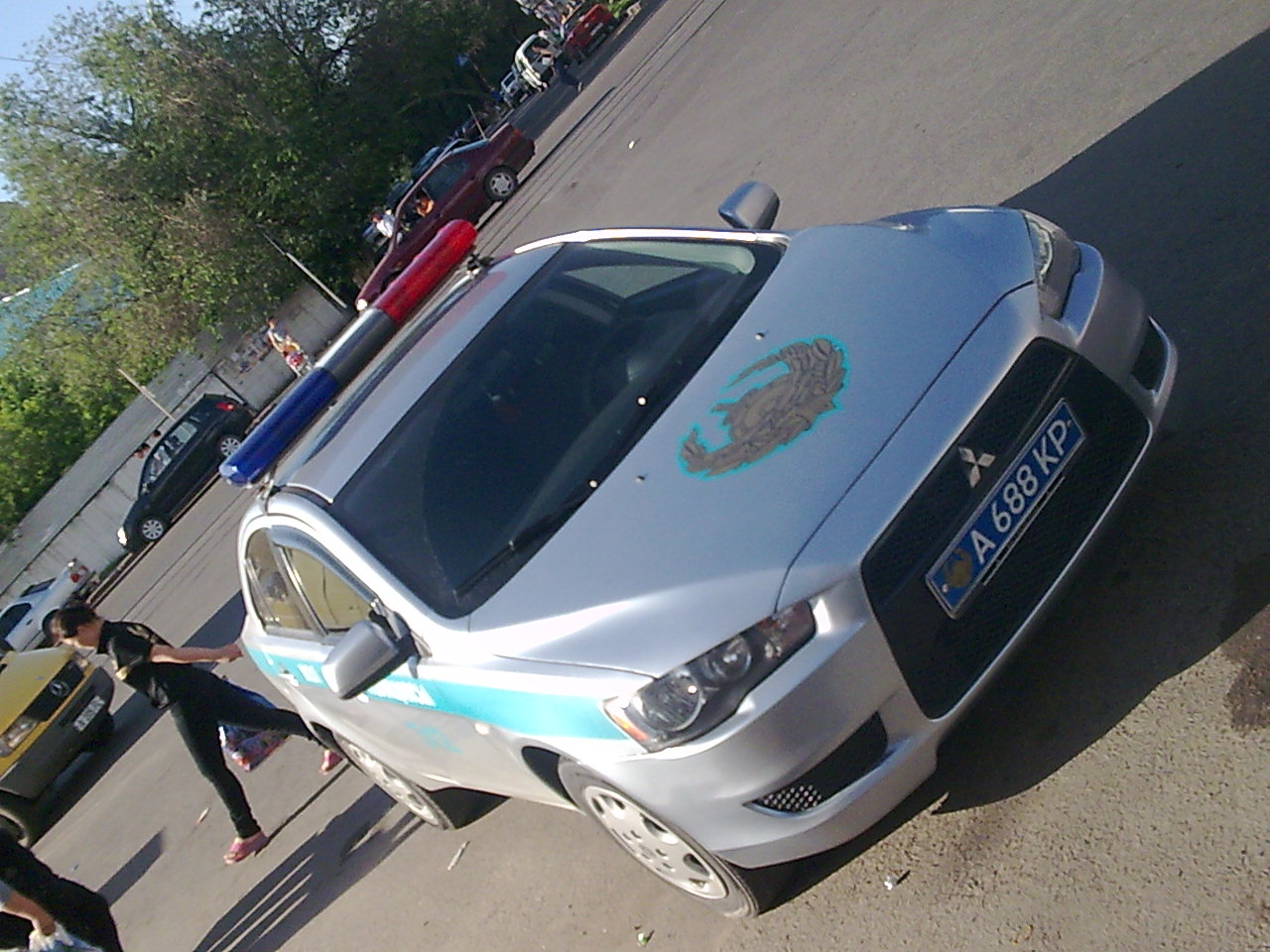
Дорожный патруль Алма-Аты
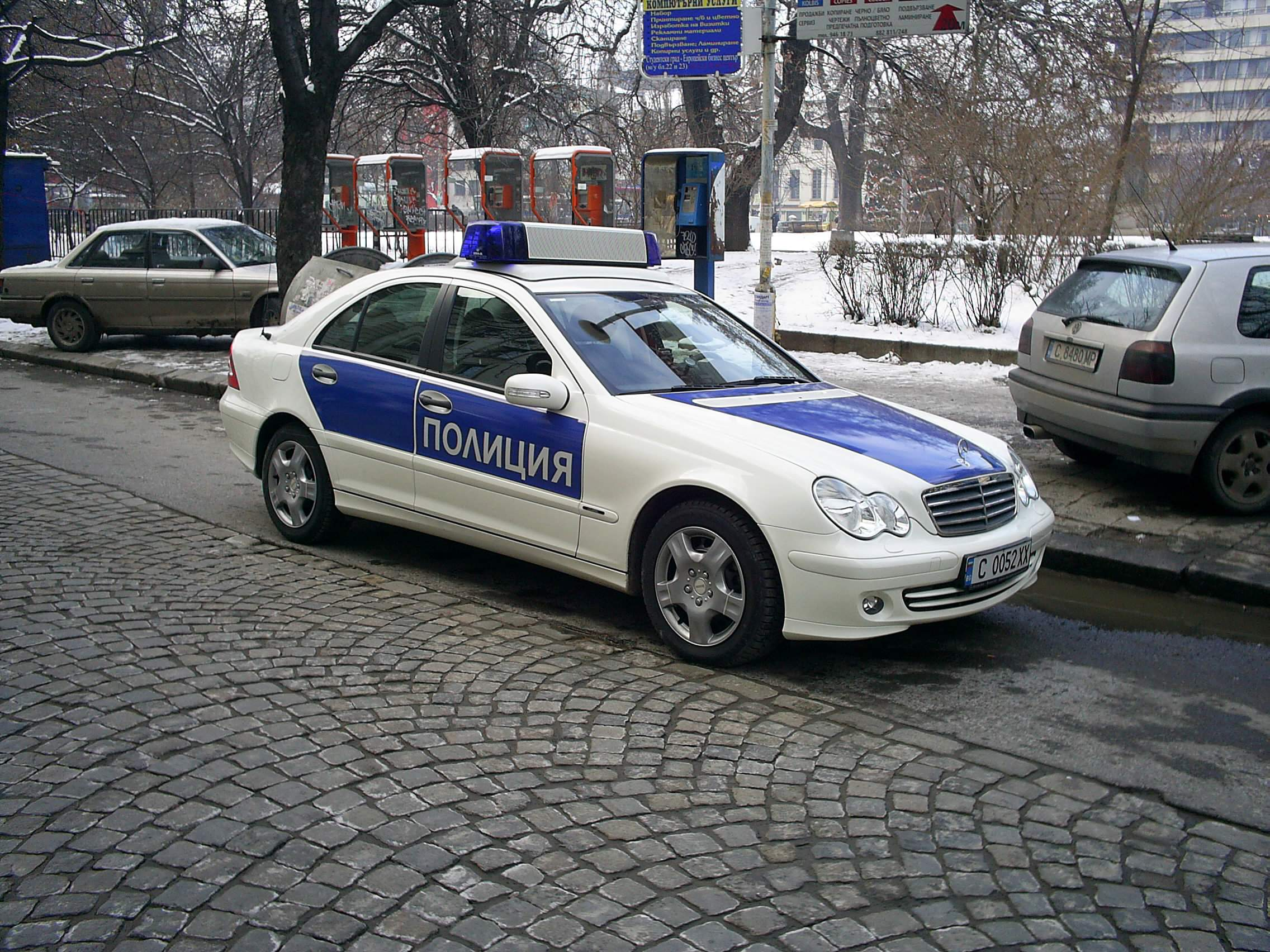
Mercedes-Benz полиции Болгарии
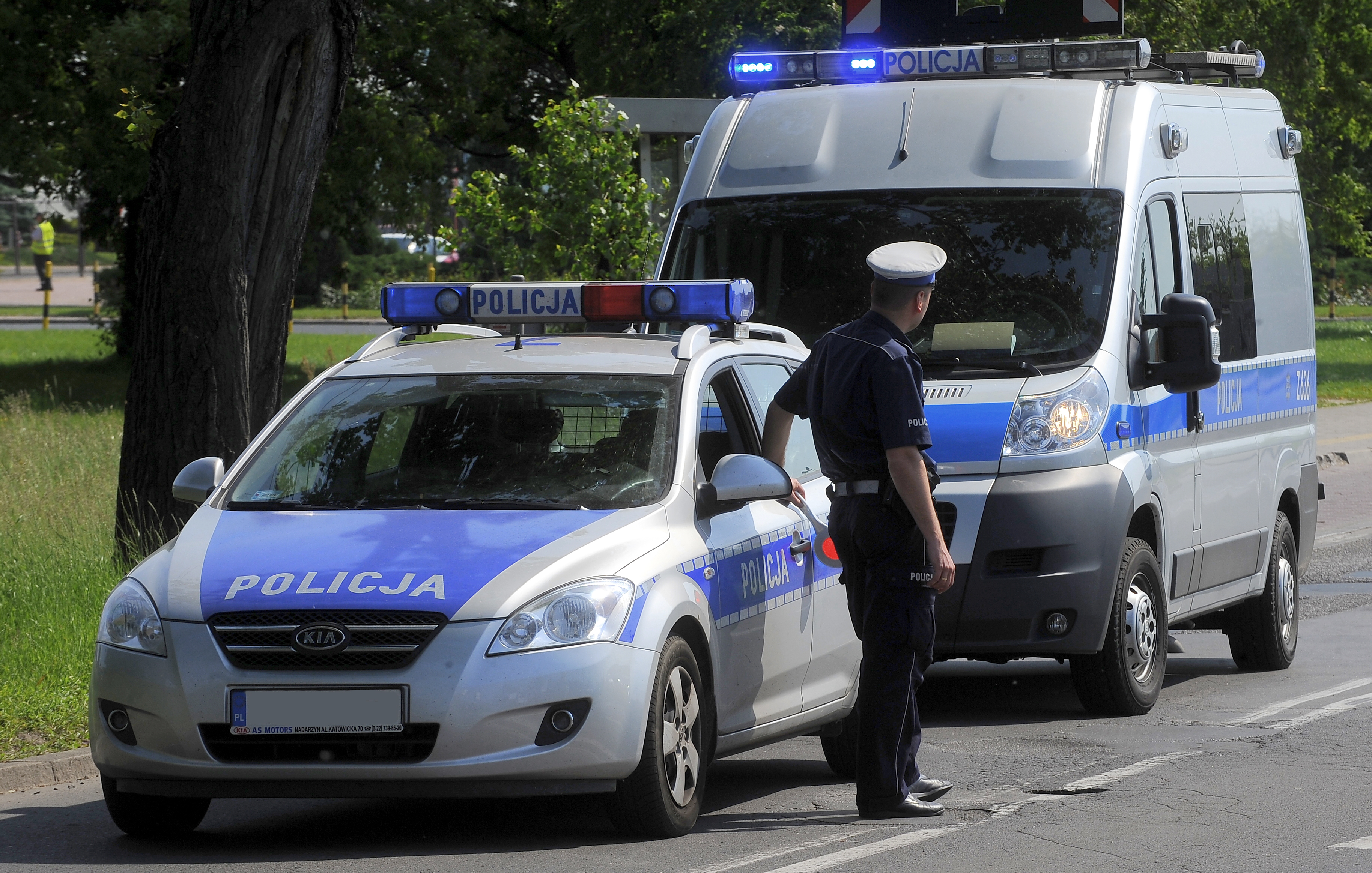
Kia Cee'd и Fiat Ducato полиции Польши